# الاستثناء الذي يؤكد القاعدة

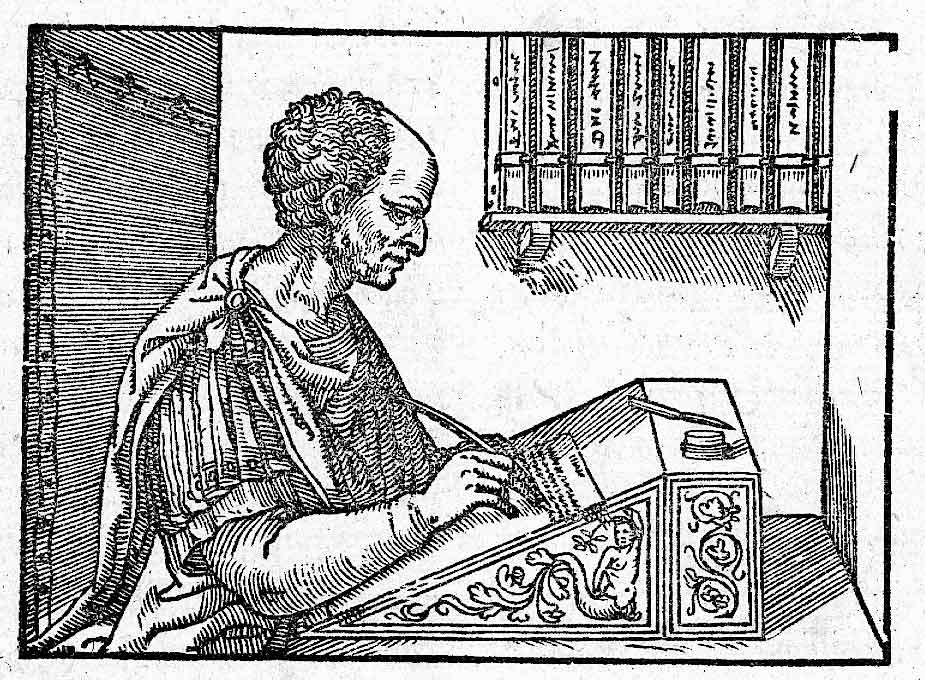
نقش خشبي من عام 1547 يُظهر شيشرون أثناء كتابة رسائله، وهو الذي استخدم تعبيرًا قانونيًا أصبح يُعرف بمفهوم (الاستثناء يؤكد القاعدة).

الاستثناء الذي يؤكد القاعدة (بالإنجليزية: Exception that proves the rule)‏ عبارة إنجليزية محل نزاع.